# Anders Gustaf Dahlbom
Anders Gustaf Dahlbom (Contea di Östergötland, 3 marzo 1806 – 3 maggio 1859) è stato un entomologo svedese.

## Biografia
Dahlbom nacque nella parrocchia di Härberga, contea di Östergötland, figlio di un ufficiale medico chirurgo. Matricola all'Università di Lund nel 1825, completa il suo corso di laurea magistrale nel 1829, diventando in seguito un insegnante di storia naturale nel 1830, con l'aggiunta di entomologia nel 1841, aggiunto nel 1843 e detentore delle collezioni entomologiche e professore straordinario nel 1857.
Sostenuto da fondi pubblici, compì numerosi viaggi di ricerca, in particolare nella Svezia settentrionale e nelle regioni di montagna, dove per la prima volta accompagnò il suo maestro, il dipterologo Johan Wilhelm Zetterstedt, così come in altre parti del paese e all'estero, e pubblicò le sue osservazioni in varie opere, la più importante delle quali è Hymenoptera europaea praecipue borealia (1843-1853), opera fondamentale sugli imenotteri. Ha anche pubblicato Kort underrättelse om skandinaviska insekters allmänna skada och nytta i hushållningen, il primo manuale svedese di entomologia pratica.
Il figlio Wilhelm Stephan, nato il 1855, fu un pittore paesaggista.

## Opere
- Hymenoptera europaea praecipue borealia
- Kort underrättelse om skandinaviska insekters allmänna skada och nytta i hushållningen